# Duinbeek
Duinbeek is een landhuis en voormalig kasteel in het Nederlandse dorp Oostkapelle, provincie Zeeland. Het landhuis is een rijksmonument. De naam Duinbeek is afkomstig van een vroegere beek die vanuit de duinen stroomde. 

## Geschiedenis
De oudste vermelding van Duinbeek dateert uit 1350: Wolfert van Borssele droeg in dat jaar ‘Dunebeke’ op aan de graaf van Holland. Wolfert kreeg het kasteel direct weer van de graaf terug als een onversterfelijk leen, dat tevens werd verheven tot een hoge vrije heerlijkheid. Wolfert was heer van Veere en heeft Duinbeek waarschijnlijk aan zijn opvolgers nagelaten. Met het overlijden van Maximiliaan van Bourgondië in 1558 werd het kasteel uiteindelijk verkocht.

### Verwoesting
Duinbeek werd in 1572 tijdens plunderingen door watergeuzen verwoest. De Staten van Zeeland kregen hierna de kasteelruïne in eigendom en besloten om de restanten af te breken. De laatste stenen werden in 1591 openbaar verkocht. Het lege kasteelterrein werd voortaan gebruikt als akker.
In 1637 werd Willem Boreel eigenaar van de heerlijkheid Duinbeek.

### Herbouw als landhuis
De Middelburgse burgemeester Abraham Duvelaer kocht in 1715 het kasteelterrein aan. Hij liet het huidige landhuis bouwen en gebruikte dit samen met zijn echtgenote als zomerverblijf.
In 1785 kwam het huis in handen van Sara Frederica Duvelaer. Een jaar later kreeg Frederik van Citters het huis in eigendom, maar hij verkocht het in 1792 aan J. Nobel. In 1796 kocht Gerard François Meijners het goed Duinbeek aan. Zijn dochter Digna Johanna erfde Duinbeek in 1803. Zij was gehuwd met Johan Jacob Sprenger, waardoor Duinbeek in zijn familie terecht kwam.

### Redding en herstel
In 1895 werd het inmiddels vervallen geraakte Duinbeek geveild. Vijftien welgestelde inwoners van Middelburg kochten zowel Duinbeek als Berkenbosch aan. Zij wilden op deze manier voorkomen dat de huizen werden gesloopt. Omdat ze na de aankoop geen geschikte nieuwe eigenaar konden vinden, richtten ze in 1896 de Duinbeek NV op. Deze NV had als doel om de verworven buitenplaatsen in stand te houden. Duinbeek werd hersteld en vervolgens verhuurd aan de aandeelhouders van de vennootschap. Voor Duinbeek NV werd het na de Tweede Wereldoorlog echter steeds moeilijker om zijn buitenplaatsen rendabel te houden. Daarom werden de buitenplaatsen, waaronder Duinbeek, in 1971 overgedragen aan Staatsbosbeheer.

## Beschrijving
Van het middeleeuwse kasteel is niet bekend hoe het er heeft uitgezien. De enige afbeelding van het kasteel dateert uit begin 18e eeuw maar deze geldt als onbetrouwbaar.
Na de afbraak eind 16e eeuw bleef alleen het omgrachte kasteeleiland behouden.

### Landhuis
Het huidige landhuis Duinbeek is in 1715 gebouwd op het lege omgrachte kasteelterrein. Het classicistische hoofdgebouw telt twee verdiepingen, een souterrain en een zolder. In 1857 volgde een verbouwing waarbij een mansardedak werd aangebracht, terwijl de houten omlijsting met beelden rondom de voordeur werd verwijderd.
Tegen de achtergevel staat een achterhuis met een achtkantige houten uitkijktoren die wordt afdekt door een koepeldak met leisteen.
De voorgevel heeft een middenrisaliet met een driezijdig fronton.

### Bijgebouwen
Er staan diverse gebouwen op het terrein. Op het voorplein bevinden zich twee 18e-eeuwse L-vormige bouwhuizen: het zuidelijke is de koetsierswoning met stal, het noordelijke bouwhuis is een tuinmanswoning met een 18e-eeuwse bakkeet. De orangerie is waarschijnlijk in het midden van de 18e eeuw gebouwd, terwijl de schuur uit 1715 dateert. Tot slot is eind 20e eeuw een woning gebouwd.

### Tuin
De oorspronkelijk symmetrische tuin werd rond 1810 omgevormd tot een landschapspark, in opdracht van de toenmalige eigenaren Johan Jacob Sprenger en Digna Johanna Meyners. Toen Walcheren in 1944 onder water werd gezet, werd de tuin grotendeels vernield.

## Afbeeldingen

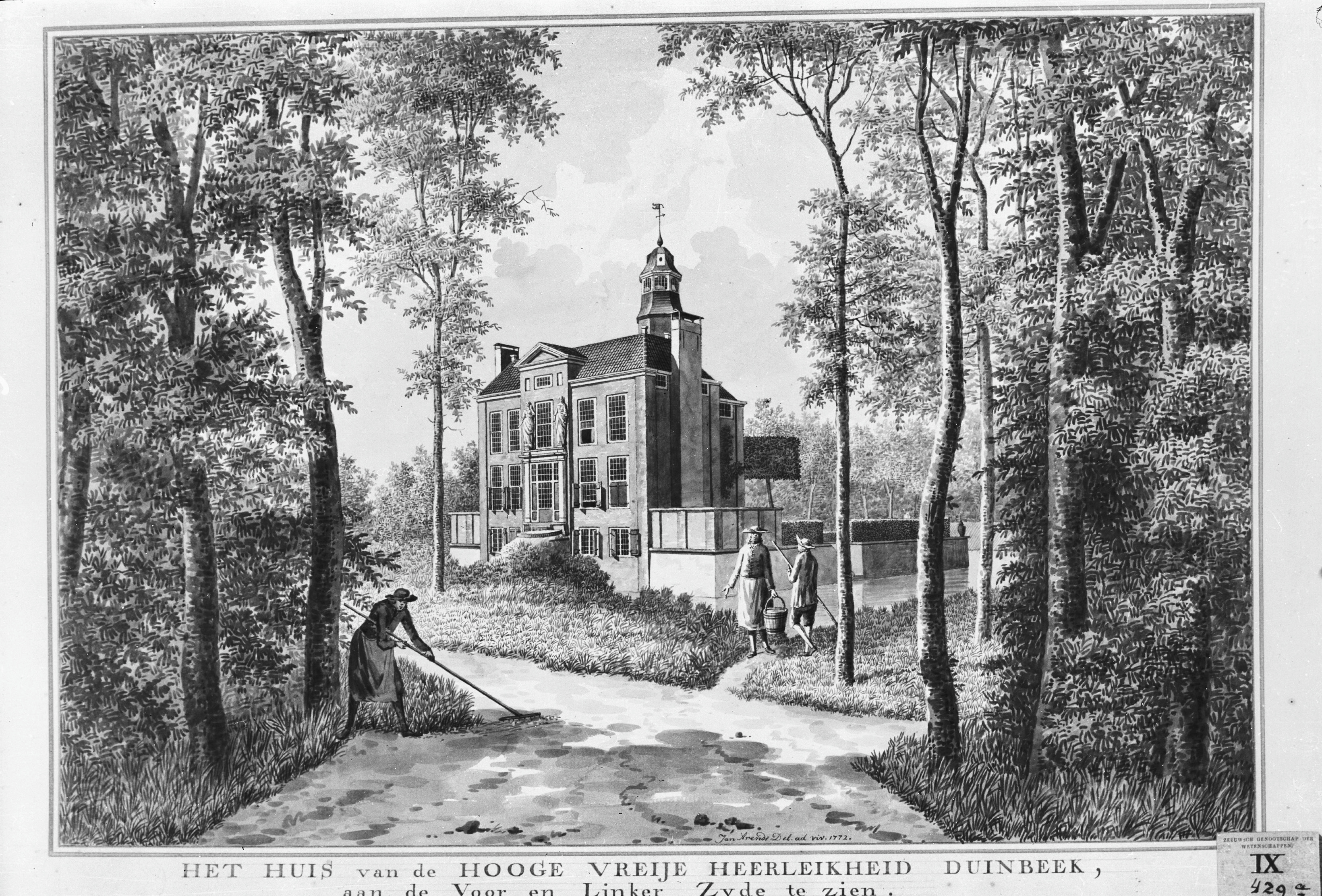
De voorzijde van Duinbeek, nog met de houten deuromlijsting en beelden.
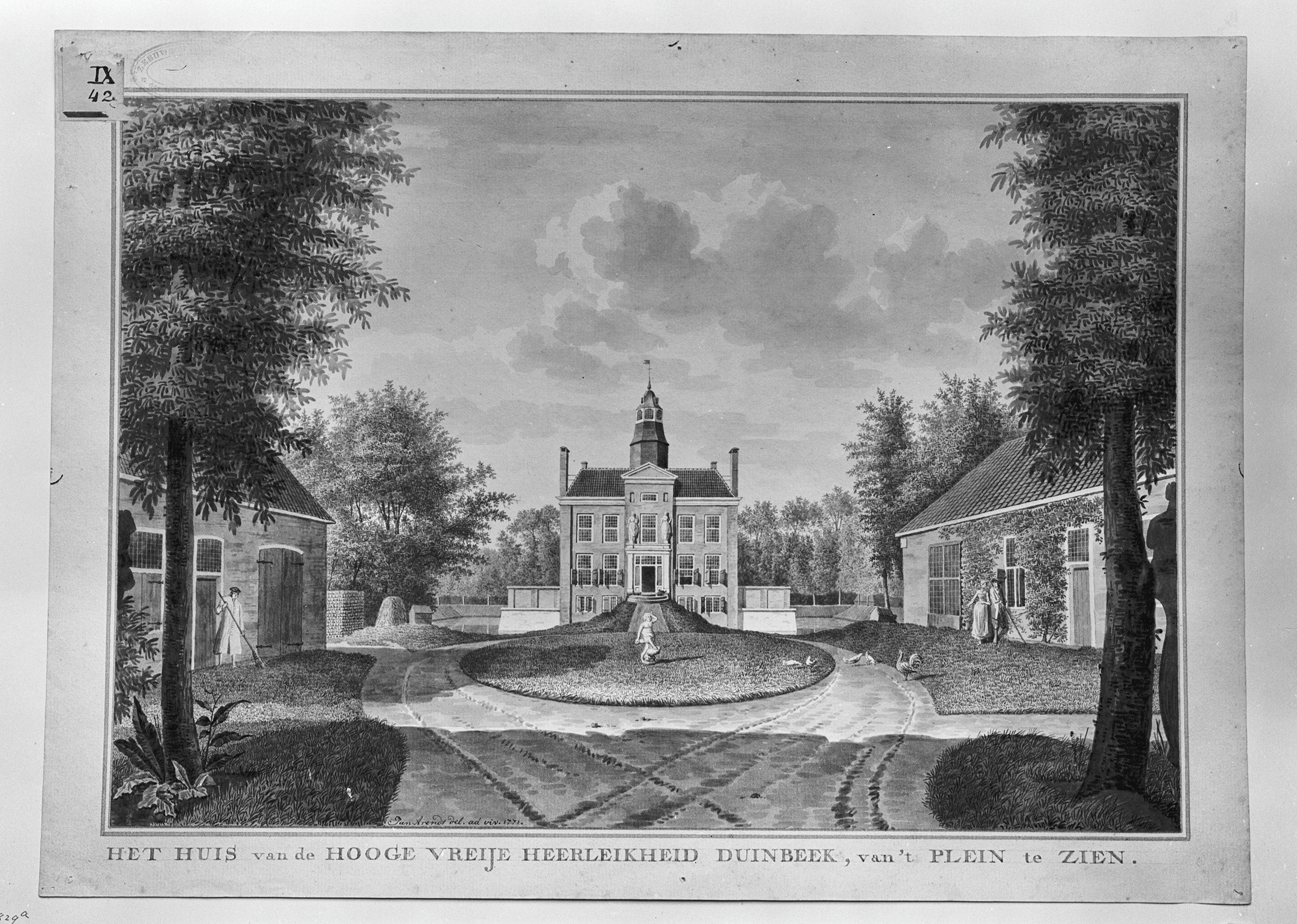
De voorzijde van Duinbeek, met het plein en bijgebouwen
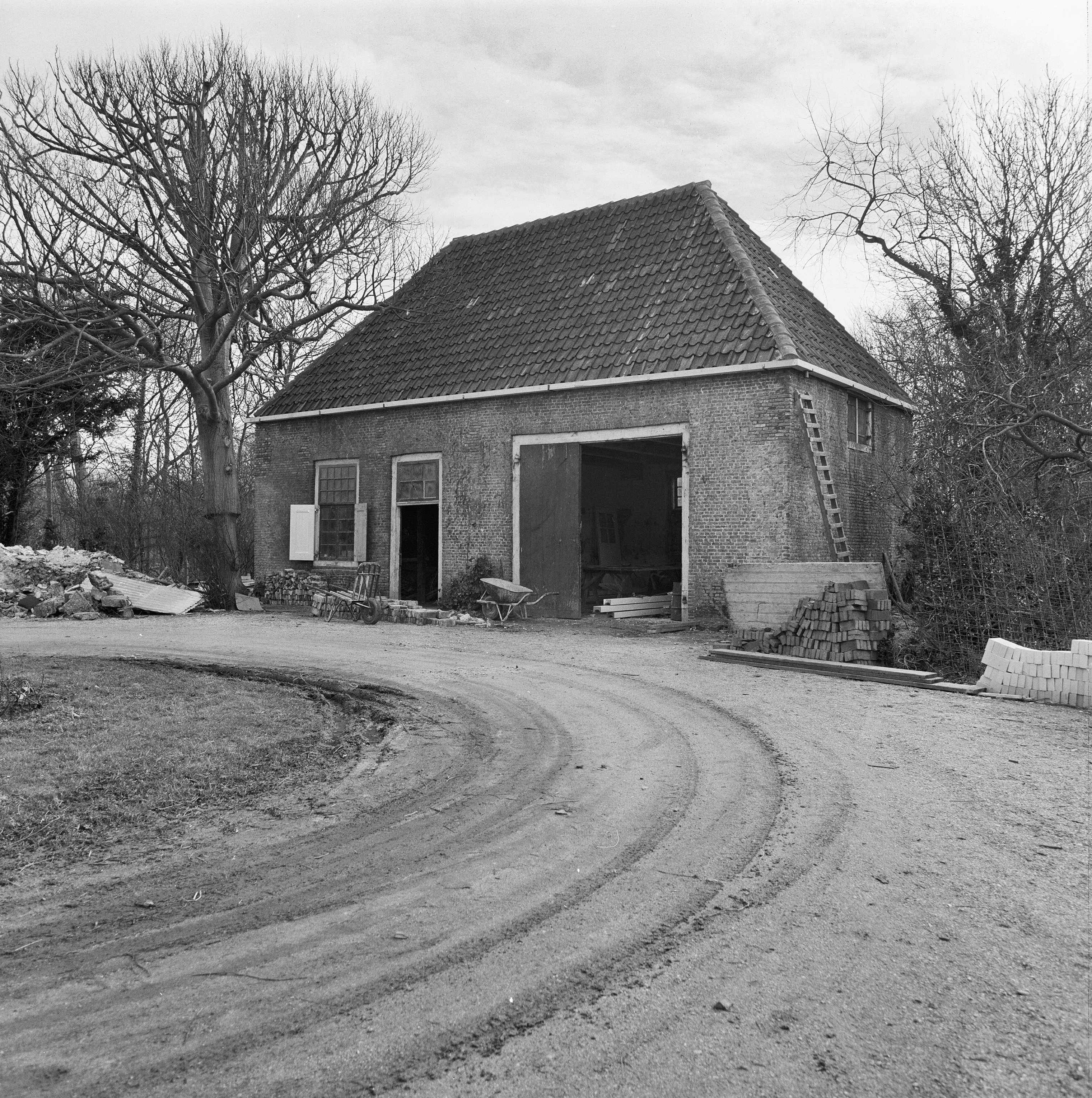
Het koetshuis in 1973

## Vernoeming
In 1727 is een VOC-schip gebouwd dat werd vernoemd naar kasteel Duinbeek. De Kamer van Zeeland liet het schip bouwen in Middelburg. Op 21 mei 1737 is dit schip vergaan bij Kaap de Goede Hoop.
Aldegonde · Kasteel van Axel · Baarland · Baarsdorp · Barbestein · Biervliet · Bieweg · Blodenburg · Huis der Boede · Brijdorpe · Bruëlis · 't Burchtje · Burggravensteen · Buttinge · Coxijde · Crayenstein · Duinbeek · Duivelsberg · Ellewoutsdijk · Filippenburg · Geersdijk · Gistellis · Gravenhof · Slot Haamstede · Kasteel Hellenburg · Herkestein · Heuvelsweg · Hoge Huis · Ter Hooge · Hoogkamer · Kats · Kind van Trente · Kleverskerke · Kortgene · Kreke · Kruiningen · Laterdale · Lodijke · Maalstede (Hulst) · Maalstede (Kapelle) · Magdalon · Hof Ter Moere · Moermond · Te Mortiere · Muiden · Hof ter Nisse (Nisse) · Hof ter Nisse (Ossenisse) · Oostende · Oostende (Goes) · Oosterstein · Poelvoorde · Poortvliet · Popkensburg · De Pottere · Poucques · Pronkenburg · Ravenstein · Saeftingher Slot · Kasteel van Sint-Maartensdijk · Schengen · Sluis · Smallegange · Stavenisse · Tolhuis van Iersekeroord · Huus ter Tolne · Torenberg · Torenhoeve · Toren van Bourgondië · Troye · Valkenisse · Vinninghen · Vlissingen · Voorhoute · Waarde · Watervliet · Weldamme · Welland · Huis te Werf · Te Werve · Westenschouwen · Westhove · Westkerke · Windenburg · Zandenburg · Zwanenburg